# Ꞩ
Ꞩ, ꞩ, ẜ (S с наклонным штрихом) — буква расширенной латиницы. Использовалась в латышском языке, Едином северном алфавите, некоторых языках народов Кавказа, а также нижнелужицкой орфографии до 1950 года.

## Использование
В латышской орфографии до 1921 года обозначала звук [s] (в то время как S s обозначала звук [z]). Также использовалась в составе триграфа Ꞩch ẜch и тетраграфа Tẜch tẜch, обозначавших звуки [ʃ] и [t͡ʃ] соответственно. Реформой орфографии Ꞩ ẜ ꞩ, Ꞩch ẜch, Tẜch tẜch были заменены на S s, Š š, Č č соответственно.
В проекте русской латиницы Белинского, а также в итоговом варианте Единого северного алфавита, созданного в СССР в 1930-х годах для языков народов Сибири и Крайнего Севера, для северноселькупского, хантыйского и мансийского языков обозначала звук [ʃ].

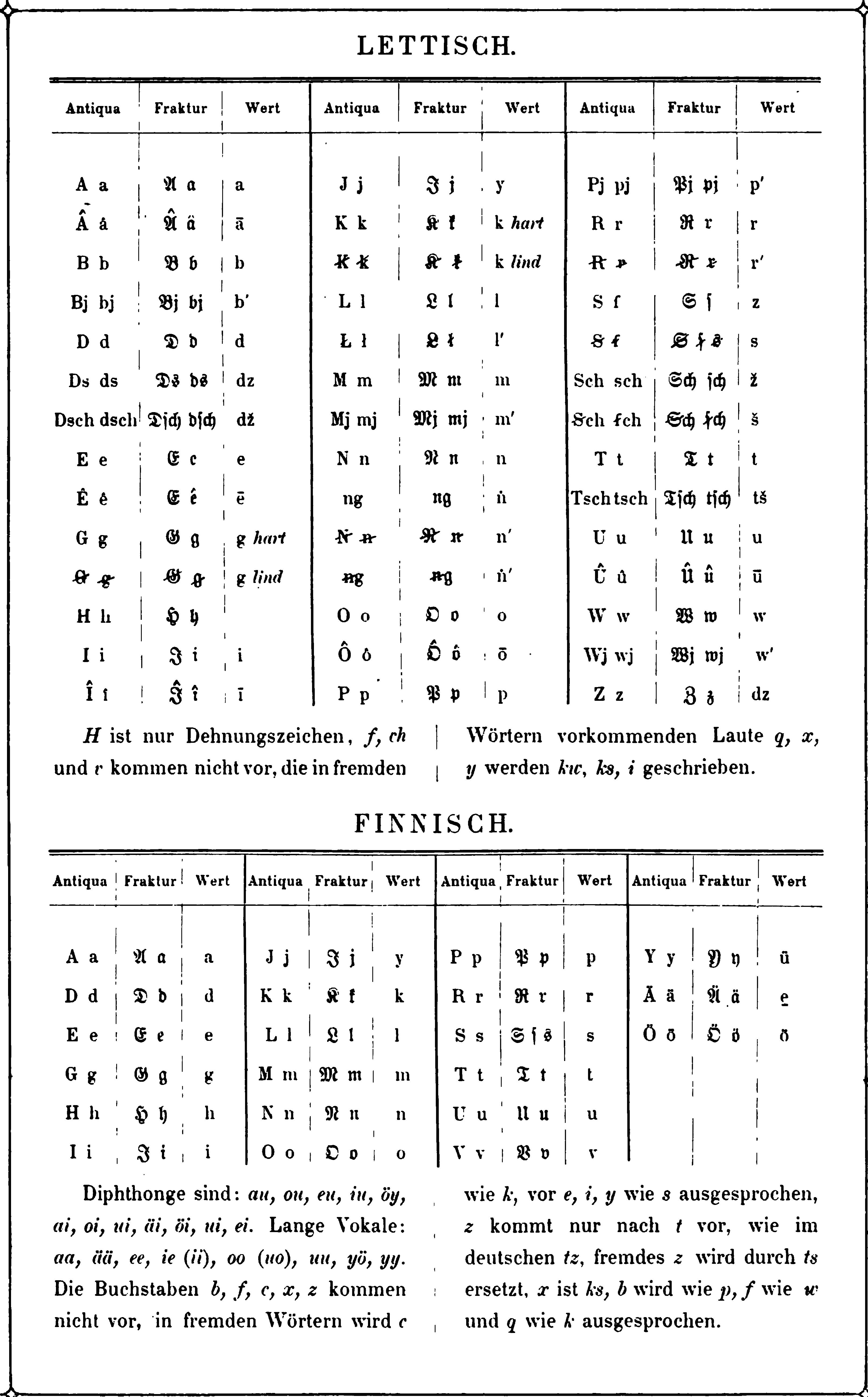
Латышский алфавит до 1921 года (сверху)
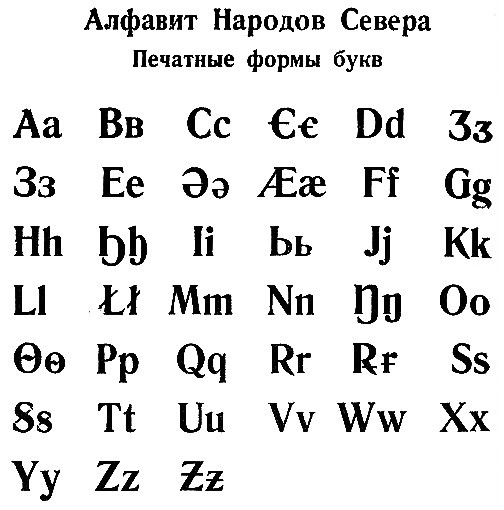
Единый северный алфавит
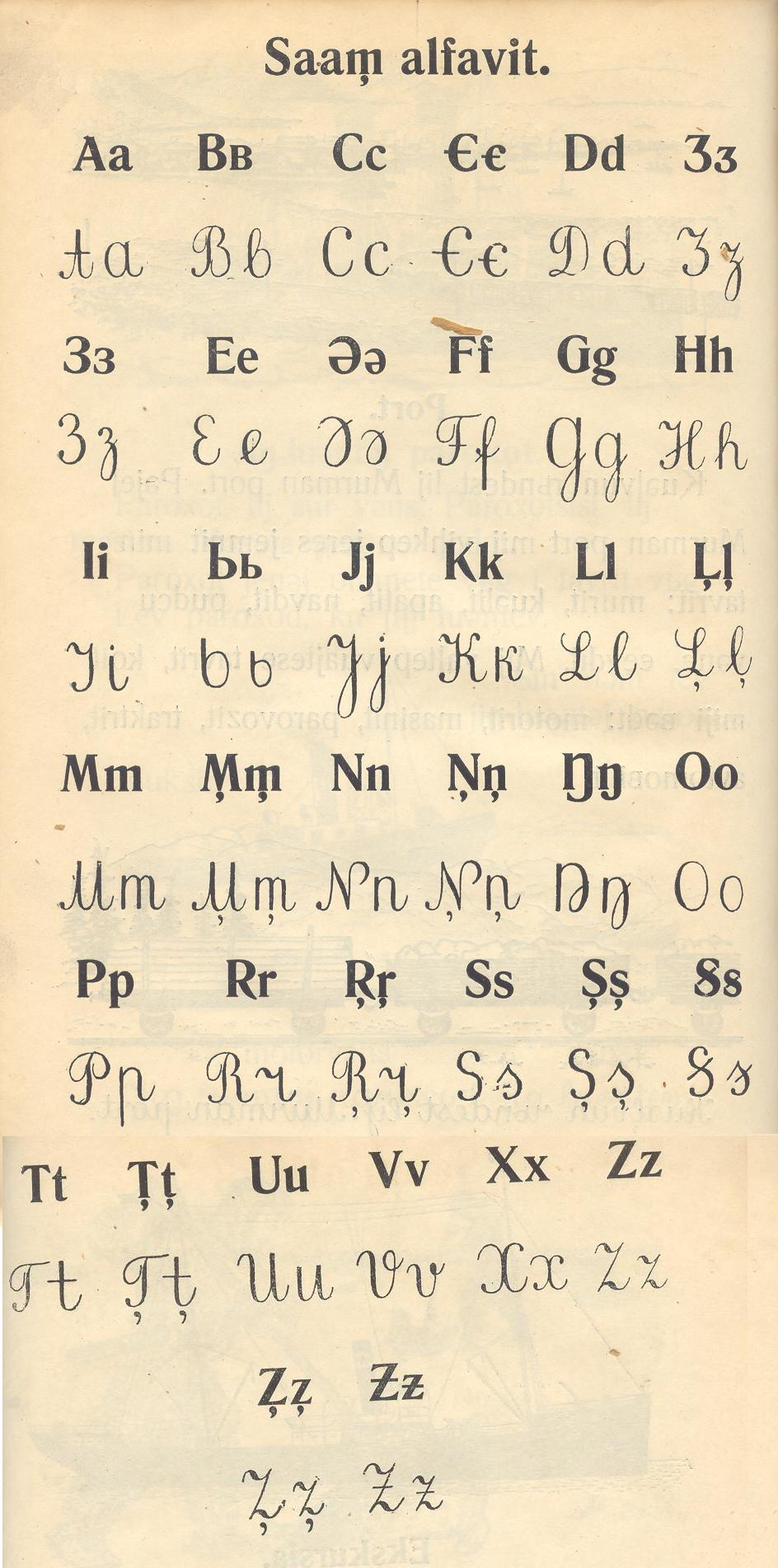
Алфавит саамского языка. Версия 1933 года